# バスティーユ駅

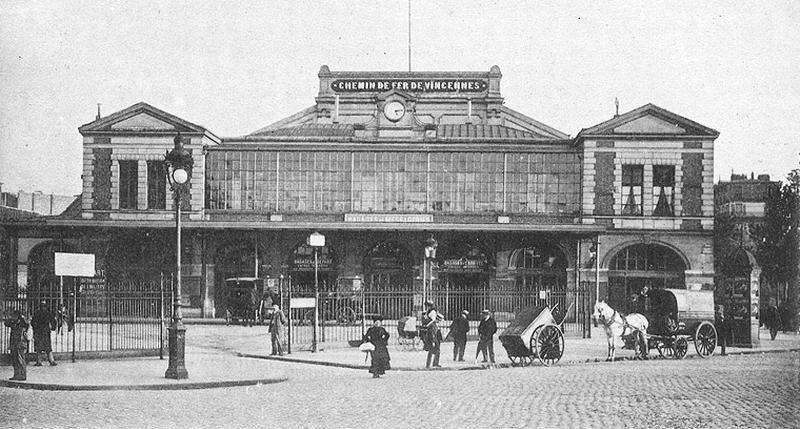
バスティーユ駅（20世紀初頭）

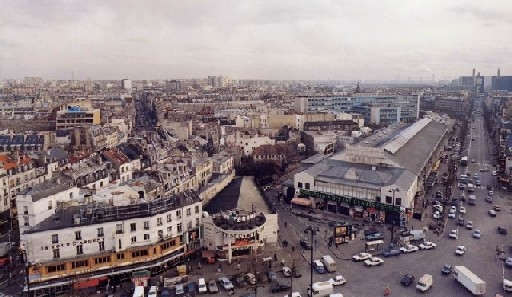
駅周辺鳥瞰図。現在のオペラ・バスティーユの位置にあった。駅右側はドメニル大通りAv. Daumesnil

バスティーユ駅（仏語:Gare de la Bastille）とは、パリのバスティーユ広場にかつて存在したヴァンセンヌ郊外線のターミナル駅。現存しない廃駅である。
1859年開業。パリ東部ヴァンセンヌ方面への郊外線が走り、近郊への足としてパリ市民に利用された。特にジョアンヴィルなどのマルヌ川沿いにはガンゲットというダンスホール兼安食堂が並び、パリ市民の休日の行楽として愛用された。
1960年代になると、この東部ヴァンセンヌ線および西部サンジェルマン線をパリ地下で結ぶパリ高速地下鉄RER A線の建設計画が始まり、その完成により1969年12月14日にバスティーユ駅は廃止された。その後展示会場として利用された後、1984年に解体された。跡地にはオペラ・バスティーユが建設され、フランス革命200周年記念日の前日にあたる1989年7月13日に落成した。
駅から伸びていた高架橋は、そのレンガ造りの外見の美しさから現在も保存され、芸術の高架橋と呼ばれている。高架橋下はガラス張りの区画として芸術家や手工芸のアトリエ、あるいはカフェなどの用途に使われている。橋の上は緑道としてパリ市民の散歩道となっている。